# Livragai vasúti baleset
A livragai vasúti baleset 2020. február 6-án 05:34-kor történt Olaszországban a Milánó–Bologna nagysebességű vasútvonalon. Livraga közelében a Milánóból Salernóba tartó 9595 számú Frecciarossa 1000-es típusú vonat kisiklott. A tragédiában 2 ember életét vesztette és további 31 személy sérült meg. Ez volt Olaszország nagysebességű vasúti hálózatának történetében az első és egyedüli baleset.

## A baleset
A 9595 számú vonat az ország első déli irányba közlekedő nagysebességű vonata minden nap, amely menetrend szerint 5:10-kor indul el a Milano Centrale pályaudvarról és 11:27-kor érkezik meg Salernóba. 2020. február 6-án a 21 számú Frecciarossa 1000 elindult a Milánó–Bologna nagysebességű vasútvonalon és a szokásos módon elérte a végsebességét. Nem sokkal az indulás után elérte a "posto di movimento Livraga" nevezetű helyet Livraga közelében, ahol az RFI karbantartó járművei parkolnak és ahol több kerülővágány is található.
Aznap reggel az ötös számú váltó (amely a fővágányt köti össze a kerülővágánnyal) mindenki tudta nélkül nem egyenes állásban volt. Helyi idő szerint 05:34 perckor, az ötös számú váltón való áthaladáskor a vonat nem a megfelelő vágány felé haladt tovább; és mivel a vonat körülbelül 300 km/h-s sebességgel haladt, míg a váltót úgy tervezték, hogy legfeljebb 100 km/h-s sebességgel lehessen átmenni a másik vágányra, a vonat kisiklott.
Az egyes és a kettes kocsi kapcsolása szétszakadt; az első kocsi 180 fokban megpördült, összeütközött néhány karbantartó járművel és végül megállt egy villamos alállomás közelében felborulva (az épület egyik falát a kocsi forgóváza lerombolta). A maradék hét kocsi nem borult fel, hanem egyenesen haladt tovább a kerekeikkel az ágyazaton, míg néhány száz méter után meg nem álltak.
A vonaton tartózkodó 33 ember közül, amiből 28 fő utas és 5 fő alkalmazott volt, mindkét mozdonyvezető meghalt és mind a 31 túlélő megsérült.
A sérülteket Castel San Giovanni, Codogno, Crema, Cremona, Lodi, Melegnano, Piacenza és Pavia kórházaiba és a rozzanói Humanitas klinikára szállították. Két ember súlyosan megsérült. 2020. február 7-én délben egy kétórás sztrájkot hirdettek a vasúti dolgozók Olaszországban.

## Vizsgálat
A baleset kivizsgálásáért az Agenzia Nazionale per la Sicurezza delle Ferrovie volt felelős.
Az ötös számú váltót a baleset előtti napon cserélték ki.
A nyomozók arról számoltak be, hogy a balesetet az okozta hogy a váltók rossz helyzetben voltak, de a jelzőrendszer normál - azaz egyenes - helyzetűnek mutatta őket. Aznap éjjel karbantartási munkálatokra került sor, és az ellenőrzés során a váltókat hibásnak találták.
Mivel nem tudták egyik napról a másikra pótolni őket, a karbantartók egy ideiglenes felülírási eljárást hajtottak végre, ami ilyen kivételes körülmények között engedélyezett.
A karbantartók azt állították, hogy a hibás váltót manuálisan egyenes helyzetbe állították, de lekapcsolták a hálózatról és a vonatbefolyásoló rendszerről (ETCS L2) a váltó hibás állapota miatt. A jelzőrendszer ezt az információt felhasználva nem jelentett rendellenességet a vonalon, és ennek következtében a vonatot nem utasította sebességcsökkentésre.
Normál körülmények között (azaz ha a váltó valóban egyenes helyzetben lett volna) a vonalon közlekedő összes járat teljes sebességgel folytathatta volna útját. Ebben az esetben a vonat 292 km/h-s sebességgel érte el a váltót, ami a balesetet okozta.
Február 13-án az ANSF vezetője kijelentette, hogy az Alstom által gyártott váltóberendezések hibás kábelezése szerepet játszhatott a balesetben. Az RFI tulajdonában álló, ugyanakkor gyártott 11 váltót leselejtezték.

## Károk
A baleset jelentős károkat okozott az első három kocsiban, ami miatt kezdetben azt gondolták hogy Anconába küldik őket selejtezésre. A többi kocsinál fontolóra vették hogy helyreállítsák a Hitachi Rail pistoiai telephelyén. Főleg a forgóvázak és kocsik közötti kapcsolódási pontok sérültek meg. A kocsik alsó részei részben behorpadtak és az oldalsó részek egy része meglazult. Ezenkívül néhány tetőpanel is meglazult. A kocsik oldala néhol behorpadt és néhány ablakot betörtek az ágyazatban található kövek, amelyek a baleset során a levegőbe repültek.
Végül a nyolc kocsiról leszerelték a forgóvázakat és az FS-csoport anconai raktárába szállították. Onnan a kocsikat a Hitachi Rail pistoiai telephelyére szállították esetleges javítás és helyreállítás céljából.
A vonalon keletkezett kár az ötös számú váltót, néhány vezetősínt és egy RFI tulajdonában álló épületet érintett, valamint a 25 kV-os felsővezeték egy részét.
A keletkezett károkat összesen mintegy 8,2 millió euróra becsülték.

## Háttér
A baleset idején az időjárási körülmények és a látási viszonyok jónak bizonyultak.
A baleset idején a vizsgált szakaszon, a vágányon vagy az infrastruktúra más részein nem folytak munkálatok, de a balesetet megelőző órákban, az éjszakai üzemszünet alatt a következő munkálatokat végezték el, amelyekről később kiderült hogy összefüggésben állnak a balesettel:
- Az ötös számú váltó három hidraulikus működtetőszerkezetének felújítása;
- A hatos számú váltó hidraulikus működtetőszerkezet keretének felújítása;
- A tízes számú váltó hidraulikus működtetőszerkezet keretének felújítása.

## Fordítás
- Ez a szócikk részben vagy egészben  a   Livraga derailment című angol Wikipédia-szócikk ezen változatának fordításán alapul.  Az eredeti cikk szerkesztőit annak laptörténete sorolja fel. Ez a jelzés csupán a megfogalmazás eredetét és a szerzői jogokat jelzi, nem szolgál a cikkben szereplő információk forrásmegjelöléseként.